# Turbo: Tay đua siêu tốc
Turbo: Tay đua siêu tốc (tựa gốc tiếng Anh: Turbo) là phim điện ảnh hoạt hình máy tính hài hước của Mỹ năm 2013 do DreamWorks Animation sản xuất và hãng Paramount Pictures phân phối. Phim do David Soren đạo diễn, với sự tham gia của Ryan Reynolds, Paul Giamatti, Michael Peña, Snoop Dogg, Maya Rudolph, Michelle Rodriguez và Samuel L. Jackson.